# 수출보조금
수출보조금(Export subsidy)은 직접지불, 저비용융자, 수출업자들의 세금완화, 정부금융지원국제광고를 통해 상품의 수출을 장려하고 국내시장의 상품 판매를 단념하게 만드는 정부 정책이다. 세계무역기구(WTO)는 후진국(LDC)을 제외하고 수출량과 직접적으로 관련되는 대부분의 보조금을 금지하고 있다.